# Harpactea modesta
Harpactea modesta är en spindelart som beskrevs av Peter Mikhailovitch Dunin 1991. Harpactea modesta ingår i släktet Harpactea och familjen ringögonspindlar. Inga underarter finns listade i Catalogue of Life.